# Lachen
Lachen é uma comuna da Suíça, no Cantão Schwyz, com cerca de 6.754 habitantes. Estende-se por uma área de 5,19 km², de densidade populacional de 1.301 hab/km². Confina com as seguintes comunas: Altendorf, Galgenen, Jona (SG), Wangen.
A língua oficial nesta comuna é o Alemão.